# Chiesa di San Michele Arcangelo (Torre Annunziata)
La chiesa di San Michele Arcangelo è un edificio di culto cattolico di Torre Annunziata, situata nel quartiere Rovigliano, facente parte dell'8º decanato della Diocesi di Nola.

## Storia
Il 24 luglio 1903 l'ingegnere Michelangelo Cattori presentò al comune di Torre Annunziata un progetto per la realizzazione di un quartiere operaio, da costruire a sue spese intorno alla fabbrica di sua proprietà, in un'area compresa tra le Ferriere del Vesuvio, la ferrovia per Castellammare ed il Fiume Sarno. Accolta nel 1905, fu dato il via ai lavori, che però furono realizzati parzialmente con la costruzione della chiesa e di soli 14 fabbricati, anche a causa della Guerra italo-turca e della prima guerra mondiale. Il progetto fu affidato al milanese Erminio Dones da Pietro Annoni titolare della ditta incaricata dei lavori da Cattori, Dones e Annoni frequentavano lo stesso circolo di canottaggio.
Costruita sul luogo dove fin dal XIII secolo vi era una piccola chiesa per la popolazione del borgo marittimo, fu realizzata in cemento armato, materiale usato per la prima volta in Campania e forse in Italia, per edifici di questo genere. Benedetta ed aperta al culto nel 1914, fu donata al Santuario di Pompei nel 1932. Fu elevata a parrocchia nel 1955 dal Vescovo di Nola Adolfo Binni e ratificata con D.P.R. il 23 maggio 1958.

## Descrizione

### Esterno
La chiesa in stile eclettico, ricorda quello delle chiese romaniche e gotiche, la cui facciata è decorata da archetti pensili, sculture e rosoni. Sono presenti diversi fregi in stile floreale e geometrico.

### Interno
È composta da tre navate terminanti ognuna con absidi di forma cilindrica. L'abside centrale è delimitato da grandi colonne con capitello corinzio, mentre la parete porta i resti di un affresco risalente probabilmente alla struttura medievale, semicoperto dalla statua in cartapesta di San Michele Arcangelo, posta su un alto piedistallo e realizzata a metà del XX secolo. Le navate laterali sono caratterizzate da una sequenza di pilastri e fasci di colonne e da diverse opere d'arte risalenti sempre al XX secolo. Le linee architettoniche sono incorniciate in decorazioni che mettono in risalto gli elementi strutturali. Nel 1970 fu realizzato l'altare in marmo, mentre l'ambone è in legno.
Nel 2015 furono trafugati due bassorilievi in bronzo raffiguranti la Madonna con Bambino, ritrovati poi dai carabinieri e restituiti alla chiesa.